# Gyostega gibeauxi
Gyostega gibeauxi là một loài bướm đêm trong họ Geometridae.